# Dictyochaetopsis apicalis
Dictyochaetopsis apicalis är en svampart som först beskrevs av Berk. & M.A. Curtis, och fick sitt nu gällande namn av Aramb. & Cabello 1990. Dictyochaetopsis apicalis ingår i släktet Dictyochaetopsis och familjen Chaetosphaeriaceae.   Inga underarter finns listade i Catalogue of Life.